# Nagyija Fedorivna Olizarenko
Nagyija Fedorivna Olizarenko, született Musta (ukránul: Надія Федорівна Олізаренко [Мушта], oroszul: Надежда Фёдоровна Олизаренко, [Nagyezsda Fjodorovna Olizarenko]; Brjanszk, 1953. november 28. – Odessza, 2017. február 17.) szovjet-orosz születésű, szovjet színekben olimpiai és Európa-bajnok ukrán atléta, futó.

## Pályafutása
Két érmet is szerzett a hazájában rendezett, 1980-as moszkvai olimpiai játékokon. A 800 méteres versenyszám döntőjében új világrekordot felállítva győzött. Ez a rekord 1983 júliusáig élt, amikor is a csehszlovák Jarmila Kratochvílová futott jobbat. Olizarenko elindult az 1500 méteres síkfutás számában is, ahol honfitársa, Tatyjana Kazankina és a keletnémet Christiane Wartenberg mögött a harmadik helyet szerezte meg a döntőben.
Az 1984-es Los Angeles-i olimpiát több szocialista ország – köztük a Szovjetunió is – bojkottálta, így Olizarenko nem védhette meg bajnoki címét.
1986-ban aranyérmet nyert a stuttgarti Európa-bajnokságon 800 méteren, majd két év múlva, 1988-ban újfent részt vett az olimpiai játékokon. Szöulban egyedül 800 méteren indult, ekkor azonban már az elődöntőben kiesett.

## Egyéni legjobbjai
- 800 méteres síkfutás - 1:53,43 s (1980)
- 1500 méteres síkfutás - 3:56,8 s (1980)

800 méteres távon jelenleg is ő tartja az olimpiai rekordot.